# Хлорида
Хлорида (от гръцки: χλωρος – зеленикаво-жълт, бледо жълт, блед) е името на няколко персонажа в древногръцката митология. Някои истории несъмнено се отнасят за различни персонажи, докато в други може би се има предвид една и съща Хлорида, но се различават в детайлите.

## Етимология
Думата Хлорида идва от гръцкото χλωρος, което означава зеленикаво-жълт, бледо жълт, блед. Думите, чийто корен е същия са:
- името Клое – друго име на Деметра, гръцката богиня на земеделието.
- Хлорофил – зелен пигмент, който участва във фотосинтезата а растенията.
- Хлор – химичен елемент – газ, който е жълто-зелен на цвят.

## Древногръцка митология

### Хлорида (нимфа)
Хлорида е нимфа, която се асоциира с пролетта, цветята и пробуждането на природата. Нейният еквивалент в римската митология е богинята Флора. Тя е отвлечена и по-късно се жени за Зефир, западния вятър. Имат син на име Карпус.
Празниците, посветени на Хлорида се наричали Флоралия, и се отбелязвали в периода 28 април – 1 май до 4 век.

### Хлорида (Мелибоя)
Мелибоя е едно от 14-те деца на Ниоба и Амфион и единственото, или може би едно от двете, които са пощадени, когато Артемида и Аполон убиват децата на Ниоба, заради обидата, която тя е нанесла на тяхната майка Лето, заявявайки че има 14 деца, а Лето – само 2. Мелибоя е толкова изплашена от убийствата, че силно пребледнява и остава бледа, през целия си живот. Затова сменя името си на Хлорида („бледата“). Тази Хлорида е спомената в Омировата Одисея (кн. 11, 281 – 296).
По-късно тя се жени за Нелей и става царица на Пилос. По време на брака им ражда Нестор, Аластор и Хромий и дъщеря на име Перо, както и Пориклемен, който според някои източници е син на Посейдон (баща и на Нелей), който го дарява със способността да се преобразява, в каквото животно си пожелае.
Одисей среща Хлорида при своето пътешествие из подземното царство (Омир Одисея, 11, 281ff).

### Хлорида (майката на Мопс)
Хлорида се омъжва се прорицателя Амфикс (син на Елат), и от него има дете – Мопс, който също става известен прорицател и по-късно се присъединява към аргонавтите.